# Manota horrida
Manota horrida är en tvåvingeart som beskrevs av Heikki Hippa 2006. Manota horrida ingår i släktet Manota och familjen svampmyggor. Inga underarter finns listade i Catalogue of Life.